# Dejan Manaskov
Dejan Manaskov (macédonien : Дејан Манасков), né le 26 août 1992 à Vélès ou Créteil, est un handballeur macédonien.
Il est international macédonien depuis 2012.
Il est le fils ainé de Pepi Manaskov et le frère de Martin Manaskov.